# Úrvalsdeild (1997)
Sezon 1997 był 86. sezonem o mistrzostwo Islandii. Drużyna Akraness nie obroniła tytułu mistrzowskiego, zdobył go natomiast zespół ÍB Vestmannaeyja, zdobywając czterdzieści punktów w osiemnastu meczach. Po sezonie spadły zespoły Skallagrímur i Stjarnan.

## Drużyny
Po sezonie 1996 z ligi spadły zespoły Fylkir i Breiðablik, z 2. deild awansowały natomiast drużyny Fram i Skallagrímur.
| Uczestnicy poprzedniej edycji                                                                                 | Uczestnicy poprzedniej edycji | Uczestnicy poprzedniej edycji | Uczestnicy poprzedniej edycji |
| --- | ----------------------------- | ----------------------------- | ----------------------------- |
| ÍA | Akraness                      | 1                             |                               |
| KRE | KR                            | 2                             |                               |
| LEI | Leiftur                       | 3                             |                               |
| ÍBV | ÍB Vestmannaeyja              | 4                             |                               |
| VAL | Valur                         | 5                             |                               |
| STJ | Stjarnan                      | 6                             |                               |
| GRI | Grindavík                     | 7                             |                               |
| ÍBK | Keflavík                      | 8                             |                               |
| Awans z 2. deild                                                                                              |                               |                               |                               |
| FRA | Fram                          | 1                             |                               |
| SKA | Skallagrímur                  | 2                             |                               |
| Oznaczenia: - kolumna pierwsza – skróty nazw drużyn, - kolumna trzecia – miejsce zajęte w poprzednim sezonie. |                               |                               |                               |

## Tabela
| Lp. | Drużyna              | M  | Z  | R | P  | Bramki | Bramki | Różn. | Pkt | Uwagi                                             |
| --- | -------------------- | -- | -- | - | -- | ------ | ------ | ----- | --- | ------------------------------------------------- |
| 1   | ÍB Vestmannaeyja (M) | 18 | 12 | 4 | 2  | 44     | 17     | +27   | 40  | Liga Mistrzów UEFA • I runda kwalifikacyjna       |
| 2   | Akraness             | 18 | 11 | 2 | 5  | 42     | 24     | +18   | 35  | Puchar UEFA • I runda kwalifikacyjna              |
| 3   | Leiftur              | 18 | 8  | 6 | 4  | 27     | 17     | +10   | 30  | Puchar Intertoto • I runda                        |
| 4   | Fram                 | 18 | 8  | 5 | 5  | 29     | 23     | +6    | 29  |                                                   |
| 5   | KR                   | 18 | 7  | 6 | 5  | 38     | 23     | +15   | 27  |                                                   |
| 6   | Keflavík             | 18 | 7  | 3 | 8  | 21     | 28     | −7    | 24  | Puchar Zdobywców Pucharów • Runda kwalifikacyjna1 |
| 7   | Grindavík            | 18 | 6  | 4 | 8  | 21     | 29     | −8    | 22  |                                                   |
| 8   | Valur                | 18 | 6  | 3 | 9  | 21     | 36     | −15   | 21  |                                                   |
| 9   | Skallagrímur (S)     | 18 | 4  | 3 | 11 | 19     | 40     | −21   | 15  | Spadek do 1. deild                                |
| 10  | Stjarnan (S)         | 18 | 1  | 4 | 13 | 14     | 39     | −25   | 7   | Spadek do 1. deild                                |

## Wyniki
| Gospodarz \ Gość | ÍA  | FRA | GRI | KRE | ÍBK | LEI | SKA | STJ | VAL | ÍBV |
| Akraness         |     | 3:2 | 3:1 | 4:2 | 3:0 | 0:0 | 6:0 | 6:2 | 3:2 | 1:3 |
| Fram             | 1:2 |     | 2:2 | 1:1 | 3:1 | 1:1 | 1:0 | 1:0 | 2:0 | 1:1 |
| Grindavík        | 0:4 | 2:1 |     | 1:1 | 2:0 | 1:2 | 1:1 | 2:1 | 3:1 | 0:2 |
| KR               | 4:0 | 4:2 | 0:1 |     | 1:2 | 0:0 | 4:0 | 0:0 | 6:1 | 2:3 |
| Keflavík         | 1:1 | 1:0 | 2:0 | 1:1 |     | 0:1 | 2:3 | 2:1 | 2:0 | 1:1 |
| Leiftur          | 1:0 | 0:1 | 4:1 | 1:1 | 3:0 |     | 1:0 | 2:2 | 1:1 | 3:1 |
| Skallagrímur     | 0:1 | 2:4 | 3:2 | 2:6 | 0:1 | 3:0 |     | 1:1 | 0:2 | 0:3 |
| Stjarnan         | 0:3 | 2:3 | 0:1 | 0:2 | 1:3 | 2:0 | 1:2 |     | 1:3 | 0:0 |
| Valur            | 2:1 | 0:2 | 0:0 | 3:1 | 2:1 | 0:5 | 1:1 | 3:0 |     | 0:4 |
| ÍB Vestmannaeyja | 3:1 | 1:1 | 2:1 | 1:2 | 5:1 | 3:2 | 3:1 | 5:0 | 3:0 |     |

Źródło:  (ang.)
Objaśnienia:
1Drużyna gospodarzy jest wymieniona po lewej stronie tabeli.
Kolory: zielony – zwycięstwo gospodarzy, żółty – remis, różowy – zwycięstwo gości.

## Najlepsi strzelcy
| Bramki | Strzelcy                 | Drużyna          |
| ------ | ------------------------ | ---------------- |
| 19     | Tryggvi Guðmundsson      | ÍB Vestmannaeyja |
| 14     | Andri Sigþórsson         | KR               |
| 8      | Steingrímur Jóhannesson  | ÍB Vestmannaeyja |
| 8      | Þorvaldur Sigurbjörnsson | Leiftur          |
| 7      | Sverrir Sverrisson       | ÍB Vestmannaeyja |
| 7      | Einar Daníelsson         | KR               |
| 7      | Haraldur Ingólfsson      | Akraness         |
| 7      | Ríkharður Daðason        | KR               |
| 7      | Kári Reynisson           | Akraness         |